# فرانز هوفمان
فرانز هوفمان (بالألمانية: Franz Hoffmann)‏ (و. 1884 – 1951 م) هو مهندس معماري ألماني، ولد في تشارلوتنبرغ، توفي عن عمر يناهز 67 عاماً.